# プラット・アンド・ホイットニー・カナダ PT6T

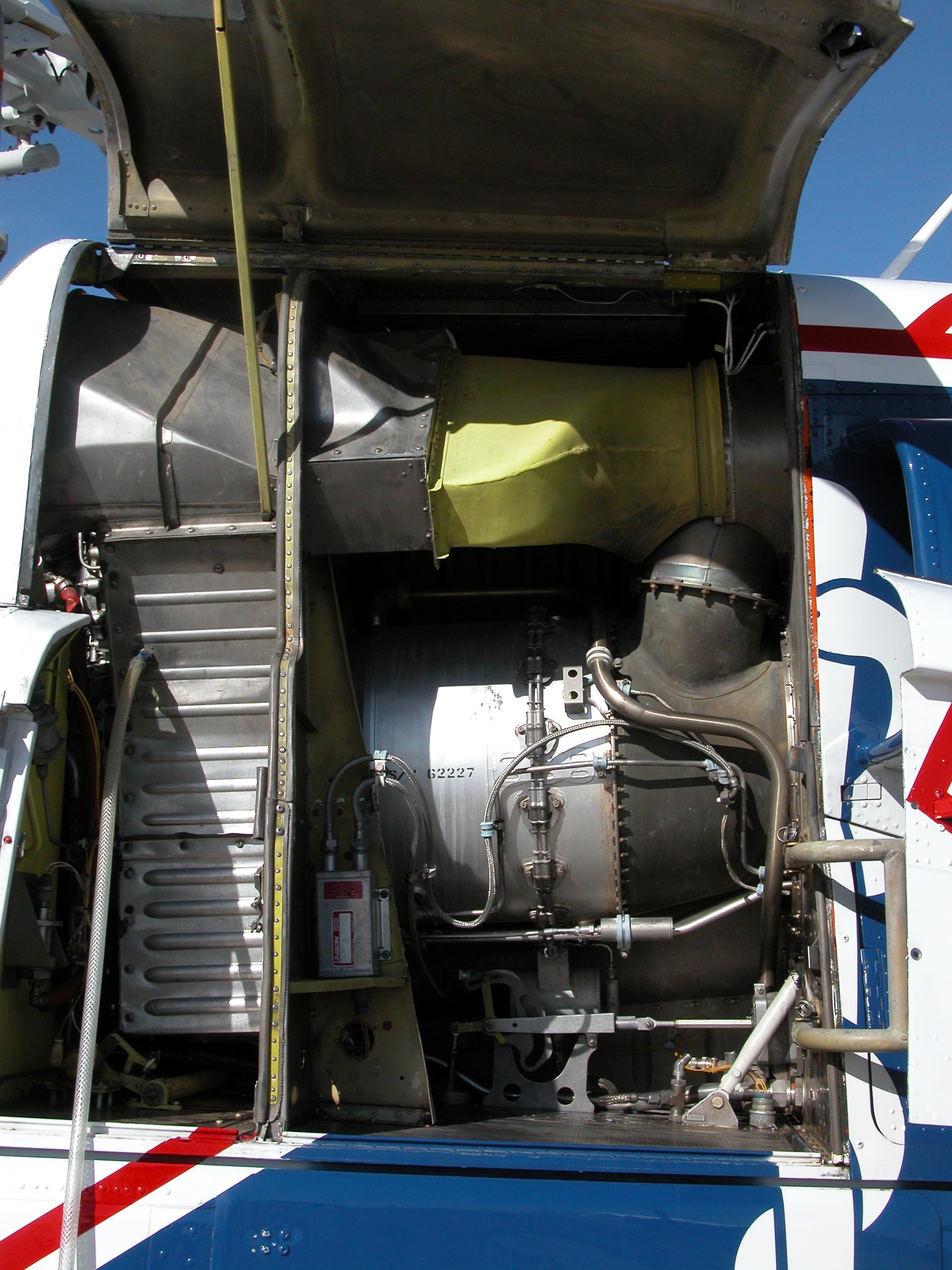
ベル 412に搭載されたPT6T-3B

プラット・アンド・ホイットニー・カナダ PT6T ツインパックはヘリコプター用のターボシャフトエンジンで、プラット・アンド・ホイットニー・カナダ（P&WC）社によって生産される。
PT6T ツインパックは2基のPT6パワータービンを結合した共通の出力の減速機で構成され、6,000 rpmで2,000 hpを発揮する。操作自体は単発エンジンと同じように行われ、単発の扱いやすさと双発の安全性を兼ね備える。ただし片方が故障した場合でも交換は2つまとめて行う必要がある。このエンジンはアメリカ軍によってT400と指定されている。

## 開発
1960年代中盤、P&WC社は、同社のPT6をもとにした多発型ヘリコプター向けエンジンの開発を模索し始めた。一方、この時期にはベル・ヘリコプター社もヘリコプターの多発化を検討しており、1965年にはUH-1D（モデル205）を元にXT67-T-1（チュルボメカ アスタゾウの派生型）を搭載して双発化した試作機（モデル208）が初飛行していた。同社は続いて量産機としてモデル 212の開発を進めていたが、1968年10月、モデル 208で用いられていたXT67の強化版を下して、PT6をもとにしたPT6Tの採用が発表された。
これはPT6A-27を元にしたエンジンを双発に配し、共通の減速機を介して単一の出力軸を駆動するもので、初期モデルのPT6T-3は1970年7月に離昇出力1,800 shpとして認証された。常用出力は1,130 shp、またエンジンに異常が発生した場合も残る1基で常用出力800 shp、30分間は970 shp、2分半なら1,025 shpの出力を発揮できる。またPT6T-3の軍用モデルがT400-CP-400だったが、後にアメリカ軍向けに離昇出力を1,875 shpに強化した-402が開発され、これはPT6T-6として民間機や輸出にも供された。
なおアメリカ軍がベル 212を導入する際、カナダ製のPT6Tを搭載していることが障害になることが懸念された。当時の下院軍事委員会委員長L・メンデル・リバーズは、アメリカ軍用航空機の購入に関してPT6Tがカナダで生産されていたため、反対の立場を取った。カナダ政府はベトナムへのアメリカ合衆国の介入を支持しておらず、アメリカ国民の兵役逃れを受け入れるだけでなく、東南アジアにおけるアメリカ合衆国の政策に反対していた。リバーズはまた、エンジンの調達がカナダとの貿易赤字に繋がると懸念していた。
議会はアメリカ国内の供給元が見つかると確信できたときにのみ購入を承認した。そこで1971年にウェストバージニア州ブリッジポートにプラット・アンド・ホイットニー エンジンサービスが設立されて新しいT400-WV-402エンジンの組み立てとテストが行われることとなった。その結果、アメリカ軍はUH-1Nという名称でベル 212を294機発注し、1970年に調達が開始された。

## バリエーション

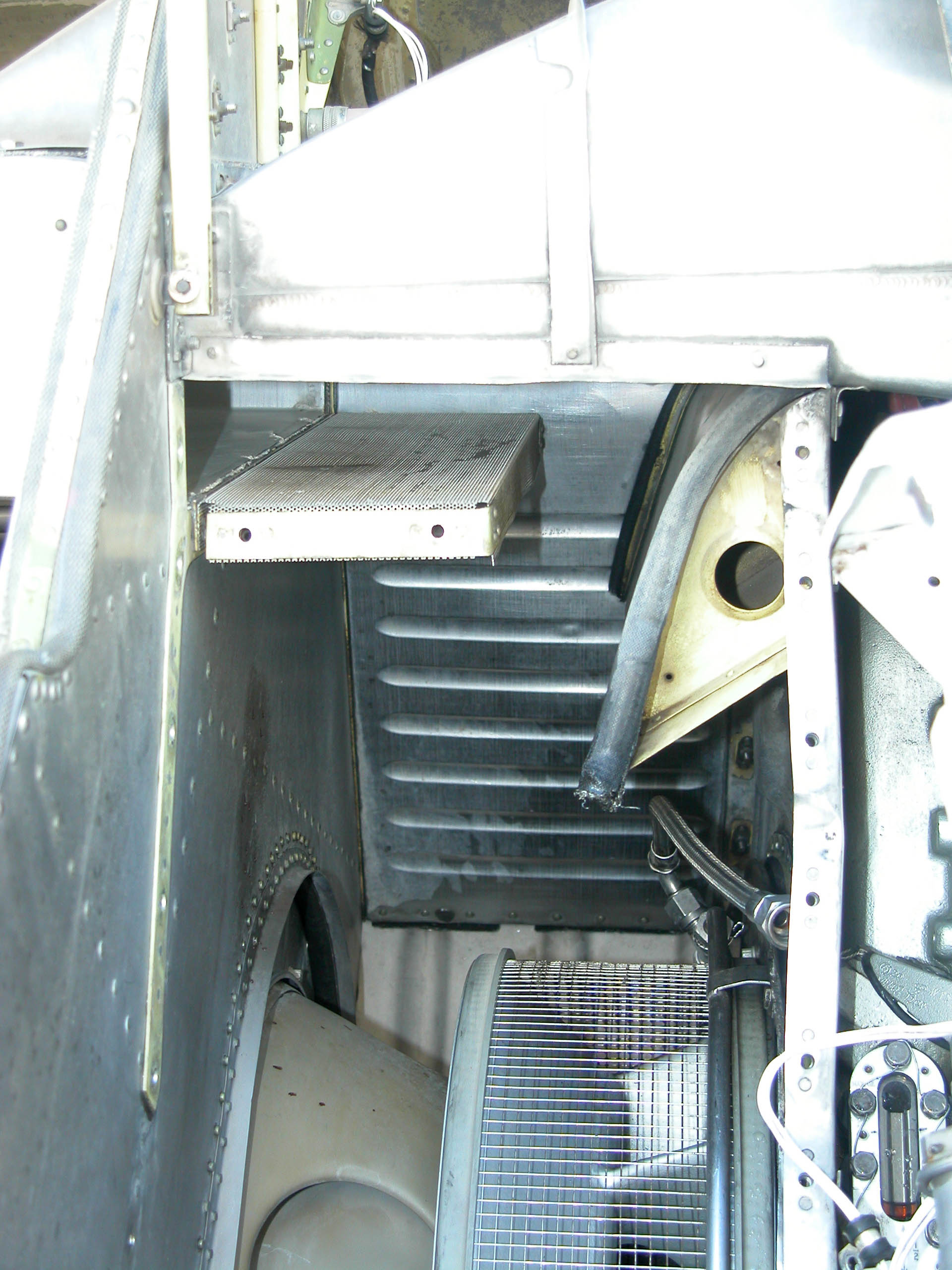
ベル412のPT6Tに備えられた異物吸入防止金網

PT6T-3
基本生産モデル
PT6T-3A
PT6T-3と同じだが、マグネシウムの代わりにアルミニウムのギアボックス鋳造で、現在は使用されていない。
PT6T-3B
単一出力部の連続定格以外はPT6T-3と同じで、PT6T-6コンプレッサータービンコンポーネントを備えている。
PT6T-3BE
トルクコントロールのトルクシェアリング機能を解除したPT6T-3Bと同じで、2つのPT6T-3Bパワーセクションを装備したPT6T-3BEの減速機を備える。
PT6T-3BF
PT6T-3Bと同様に、30分間の一基のエンジン不動作（OEI）定格は2分30秒のOEI定格と同等である。
PT6T-3BG
PT6T-3BEと同様に、30分間のOEI定格は2分30秒のOEI定格に相当する。
PT6T-3D
PT6T-3Bと同じだが、改善されたホットセクションハードウェアを除いて、定格を増加することができる。
PT6T-3DE
PT6T-3Dと同じだが、連続OEIレーティングは30分間レーティングに置き換えられる。
PT6T-3DF
PT6T-3DEと同じだが、改善されたホットセクションハードウェアを除いて、レーティングの向上が可能である。
PT6T-6
PT6T-3と同じだが、2分30秒のの定格および定格以上と改良されたエンジン部品を除く。
PT6T-6B
PT6T-6と同様にトルクコントロールのトルク分担機能を解除し、PT6T-6Bギアボックスに2基のPT6T-6パワーセクションを装備している。
PT6T-9
改善されたホットセクションを除き、PT6T-3DFと同様であり、エンジン電子制御システム(FADEC)が装備されている。
T400-C-400
軍用のPT6T-3
T400-CP-401
UH-1Nのバリエーション、VH-1Nに使用された軍用バリエーション。
T400-WV-402
ウェストバージニア州のプラット・アンド・ホイットニー エンジンサービスで組み立てられた軍用PT6T-6。

## 採用機種
- ベル 212
  - UH-1N ツインヒューイ
  - アグスタ-ベル 212ASW
- ベル 309
- ベル 412
  - UH-2
  - CH-146 グリフォン
- ベル AH-1J/T シーコブラ
- シコルスキー S-58T
- シコルスキー S-69

## 仕様諸元
一般的特性
- 形式: ターボシャフトエンジン
- 全長: 1660mm
- 直径: 480 mm
- 乾燥重量: 280kg

構成要素
- 圧縮機: 3段軸流式と1段遠心式
- 燃焼器: 反転流式燃焼器、低排出物、高安定性、始動が容易、耐久性

性能
- 推力: 1,875 lbf (8.34 kN) 機械出力等級 (軸馬力); 1,970 lbf (8.8 kN) 熱力学出力等級 (軸馬力)
- 出力重量比: 4.80 kW/kg

出典: 